# Orthonevra ahngeri
Orthonevra ahngeri är en tvåvingeart som först beskrevs av Kanervo 1938.  Orthonevra ahngeri ingår i släktet glansblomflugor, och familjen blomflugor. Inga underarter finns listade i Catalogue of Life.